# Крунослав Јурчић
Крунослав Јурчић (Љубушки, 26. новембар 1969) је хрватски фудбалски тренер и бивши фудбалер. Играо је на позицији дефанзивног везног играча.

## Успеси
Интер Запрешић
- Куп Хрватске (1)  : 1992.[3]

 Динамо Загреб
- Прва лига Хрватске (4) : 1996/97,[4]

1997/98, 1998/99, 1999/00.
- Куп Хрватске  (2)  : 1996/97,[8] 1997/98.[9]

 Хрватска
- Светско првенство у фудбалу:  1998.[10]

Тренер
 Динамо Загреб
- Прва лига Хрватске  (3) : 2008/09,[11] 2009/10,[12] 2012/13.[13]
- Куп Хрватске  (1)  : 2008/09.[14]
- Суперкуп Хрватске: 2013.[15]

 Ел Наср Дубаи
- Лига куп УАЕ  (1) : 2019/20.[16]

Појединачни
- Државна награда за спорт Фрањо Бучар: 1998.[17]
- Орден Хрватског тролиста: 1998.[18]